# Un flic (film, 1947)
Pour les articles homonymes, voir Un flic.
Pour plus de détails, voir Fiche technique et Distribution.
Un flic est un film français de Maurice de Canonge sorti en 1947.

## Synopsis
Drame de famille, chez les flics, situé entre la fin de l'Occupation et la Libération. Le faible Georges, traqué par les Allemands s'était réfugié chez son beau-frère, commissaire à la PJ. Une fois Paris libéré, il s'acoquine, pour les beaux yeux d'une fille, avec le peu reluisant Zattore. Une banque est dévalisée, mais la police agit vite et fort. Georges y laisse sa vie.

## Fiche technique
- Titre : Un flic
- Réalisation : Maurice de Canonge
- Assistance réalisation : Édouard Molinaro
- Scénario et adaptation : Jacques Companéez
- Dialogues : Michel Duran
- Photographie : Georges Million
- Décors : Robert Dumesnil
- Son : Lucien Lacharmoise
- Montage : Monique Kirsanoff
- Musique : Louiguy
- Société de production : Sirius
- Production : Lucien Masson
- Directeur de production : Georges Bernier
- Année : 1947
- Pays :  France
- Format :  Noir et blanc - 1,37:1 - 35 mm - Son mono
- Tournage : du 21 avril au 20 juin 1947
- Genre : Policier
- Durée : 95 minutes
- Date de sortie : 
  - France - 3 décembre 1947
- Visa d'exploitation en France : N°5804

## Distribution
- Lucien Coëdel : l'inspecteur Renaud
- Suzy Carrier : Josette
- Raymond Pellegrin : Georges Monnier
- Michèle Martin : Mme Renaud
- Jean-Jacques Delbo : Zattore
- Geymond Vital : Daniel
- Maurice Salabert : un inspecteur
- André Wasley : Marcel
- Albert Michel : Albert
- Jacques Gencel : Pierrot
- Gaby Bruyère : Ginette
- Yvonne Yma : une commère
- Palmyre Levasseur : une commère
- Thomy Bourdelle : un inspecteur
- Louis Florencie : Sacq
- Albert Dinan : Bouthillon
- Léo Lapara : René Lacourt
- Jean Sylvain : le serveur
- Jean Lefebvre : "figuration" chez le coiffeur
- Simone Duhart
- Gaëtan Jor
- Jean Pignol
- Émile Chopitel
- Noël Robert : Ernest Baudoin
- Henri Cogan : un homme de Zattore
- René Lacourt : un inspecteur
- Roger Bontemps : un inspecteur
- Maurice Marceau : un employé du garage
- Géno Ferny : le père Bouthillon
- Albert Lévy : le préfet de police
- Nino Roberti : un gangster
- Édouard Francomme : un inspecteur
- Jacques Muller
- André Berki
- René Pascal
- Roger Prégor
- Jacques Monod